# Приз Известий 1984
Приз Известий 1984 — вісімнадцятий міжнародний хокейний турнір у СРСР, проходив 16—21 грудня 1984 року в Москві. У турнірі брали участь національні збірні: СРСР, Чехословаччини, Фінляндії, Швеції та ФРН.
22 грудня відбувся матч-прощання (СРСР — Європа 7:3) з великим хокеєм трьох радянських хокеїстів Владислава Третьяка, Валерія Васильєва та Олександра Мальцева.

## Результати та таблиця
| 1. | СРСР           | ***  | 5:0  | 8:1 | 10:0 | 6:0  | 4 | 4 | 0 | 0 | 29:1  | 8 |
| 2. | Чехословаччина | 0:5  | ***  | 4:6 | 3:1  | 10:3 | 4 | 2 | 0 | 2 | 17:15 | 4 |
| 3. | Фінляндія      | 1:8  | 6:4  | *** | 3:5  | 6:3  | 4 | 2 | 0 | 2 | 16:20 | 4 |
| 4. | Швеція         | 0:10 | 1:3  | 5:3 | ***  | 2:1  | 4 | 2 | 0 | 2 | 8:17  | 4 |
| 5. | ФРН            | 0:6  | 3:10 | 3:6 | 1:2  | ***  | 4 | 0 | 0 | 4 | 7:24  | 0 |

М — підсумкове місце, І — матчі, В — перемоги, Н — нічиї, П — поразки, Ш — закинуті та пропущені шайби, О — очки

## Найкращі гравці турніру
| Воротар   | Володимир Мишкін |
| Захисники | Бу Ерікссон      |
| Нападники | Вінцент Лукач    |

## Найкращі бомбардири
| Місце | Гравці            | Шайби | Передачі | Очки |
| ----- | ----------------- | ----- | -------- | ---- |
| 1.    | Володимир Крутов  | 2     | 7        | 9    |
| 2.    | Сергій Макаров    | 4     | 4        | 8    |
| 3.    | В'ячеслав Фетісов | 3     | 3        | 6    |
| 4.    | Вінцент Лукач     | 3     | 2        | 5    |
| 5.    | Ігор Ліба         | 3     | 1        | 4    |
| 5.    | Олексій Касатонов | 3     | 1        | 4    |